# Lista de vitórias de Charles Leclerc em corridas da Fórmula 1

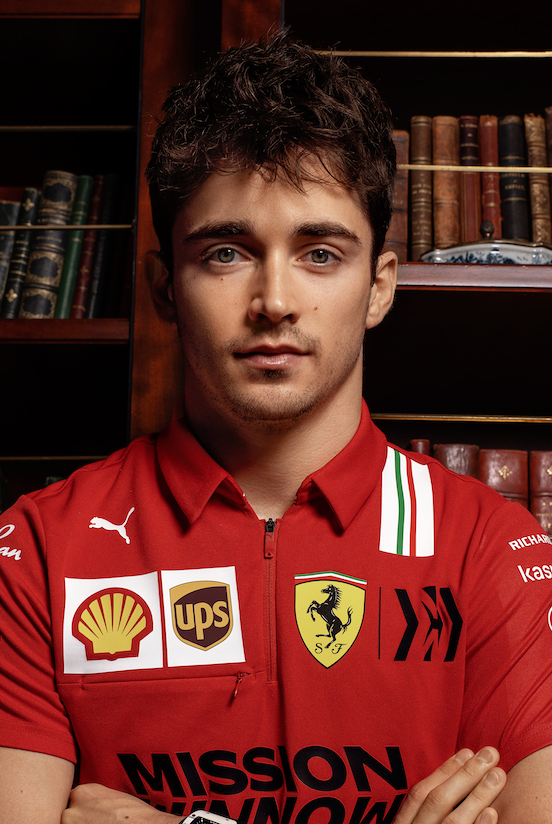
Charles Leclerc em 2020.

Esta é uma lista das vitórias de Charles Leclerc em corridas da Fórmula 1. Charles Leclerc é um piloto monegasco que compete pela Scuderia Ferrari desde 2019. Sua estreia na Fórmula 1 deu-se no Grande Prêmio da Austrália de 2018, representando a equipe Sauber. Leclerc onquistou seus primeiros pontos na categoria no Grande Prêmio do Azerbaijão de 2018 e, em setembro do mesmo ano, foi anunciado como o mais jovem piloto da Ferrari desde 1961. Leclerc alcançou o vice-campeonato na 73ª temporada da categoria, em 2022, definido na última etapa.

## Vitórias
Legenda:
- N.º – Número da vitória; por exemplo, "1" significa a primeira vitória de Leclerc.
- Corrida – Número da corrida; por exemplo, "1" significa a primeira corrida da carreira de Leclerc.
- Posição de largada – A posição de largada em que Leclerc iniciou a corrida.
- Margem – Margem de vitória, fornecida no formato de minutos:segundos.milissegundos

| N.º | Corrida | Data                  | Temporada | Grande Prêmio | Circuito                        | Posição de largada | Margem | Equipe  | Motor   | Chassis | Ref.   |
| --- | ------- | --------------------- | --------- | ------------- | ------------------------------- | ------------------ | ------ | ------- | ------- | ------- | ------ |
| 1   | 42      | 1 de setembro de 2019 | 2019      | Bélgica       | Circuito de Spa-Francorchamps   | 1                  | 00.981 | Ferrari | Ferrari | SF90    | [ 6 ]  |
| 2   | 42      | 8 de setembro de 2019 | 2019      | Itália        | Autódromo Nacional de Monza     | 1                  | 00.835 | Ferrari | Ferrari | SF90    | [ 7 ]  |
| 3   | 90      | 20 de março de 2022   | 2022      | Barém         | Circuito Internacional do Barém | 1                  | 05.598 | Ferrari | Ferrari | F1-75   | [ 8 ]  |
| 4   | 92      | 10 de abril de 2022   | 2022      | Austrália     | Circuito de Albert Park         | 1                  | 20.524 | Ferrari | Ferrari | F1-75   | [ 9 ]  |
| 5   | 100     | 10 de julho de 2022   | 2022      | Áustria       | Red Bull Ring                   | 2                  | 01.532 | Ferrari | Ferrari | F1-75   | [ 10 ] |
| 6   | 141     | 26 de maio de 2024    | 2024      | Mônaco        | Circuito de Mônaco              | 2                  | 07.152 | Ferrari | Ferrari | SF-24   | [ 11 ] |
| 7   | 149     | 1 de setembro de 2024 | 2024      | Itália        | Autódromo Nacional de Monza     | 4                  | 02.664 | Ferrari | Ferrari | SF-24   | [ 12 ] |

### Número de vitórias em diferentes Grandes Prêmios

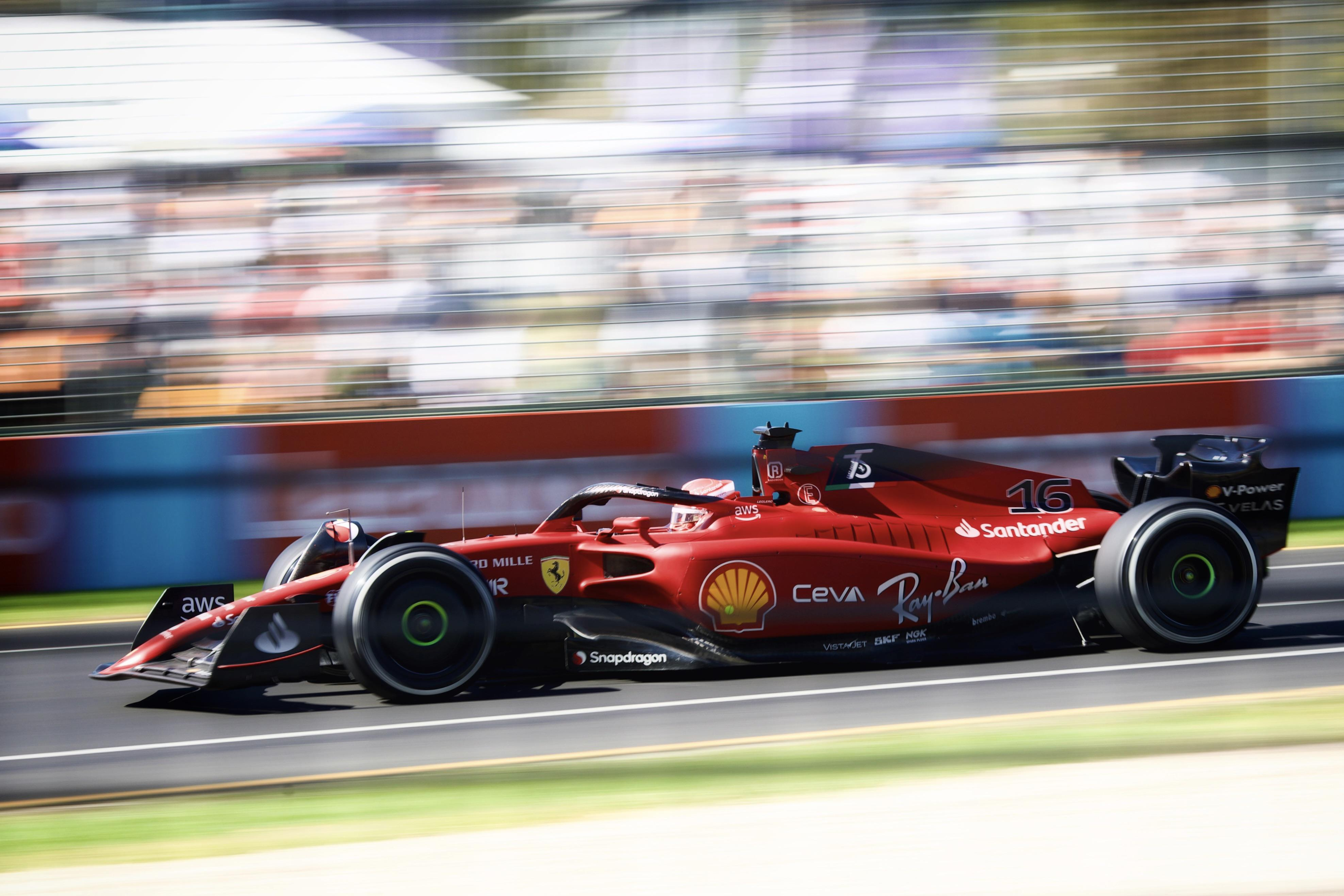
Leclerc durante o Grande Prêmio da Austrália de 2022, no Circuito de Albert Park.

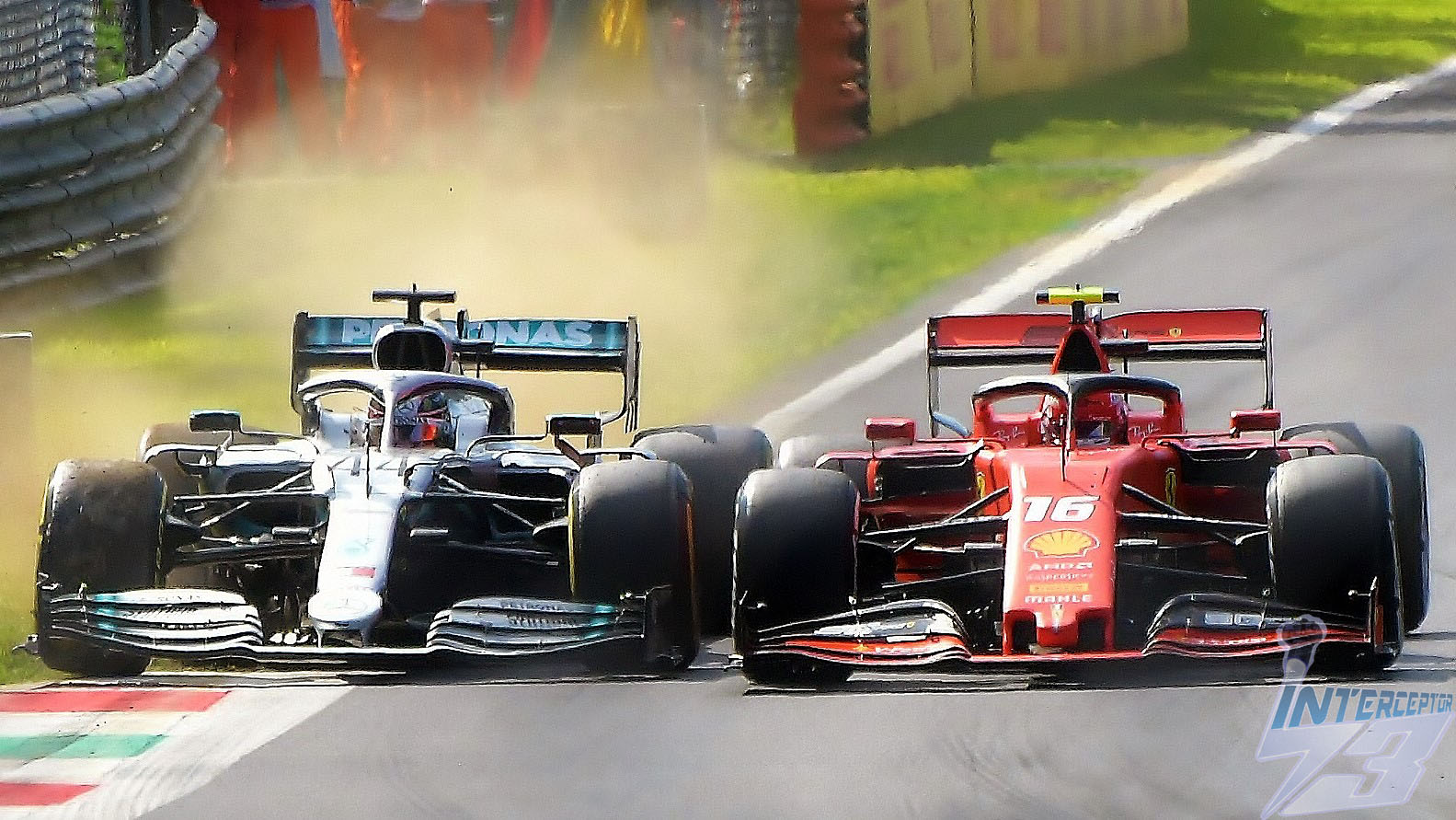
Leclerc e Lewis Hamilton durante a primeira vitória do monegasco na Itália, sede da Ferrari, durante o Grande Prêmio da Itália de 2019, no Autódromo Nacional de Monza.

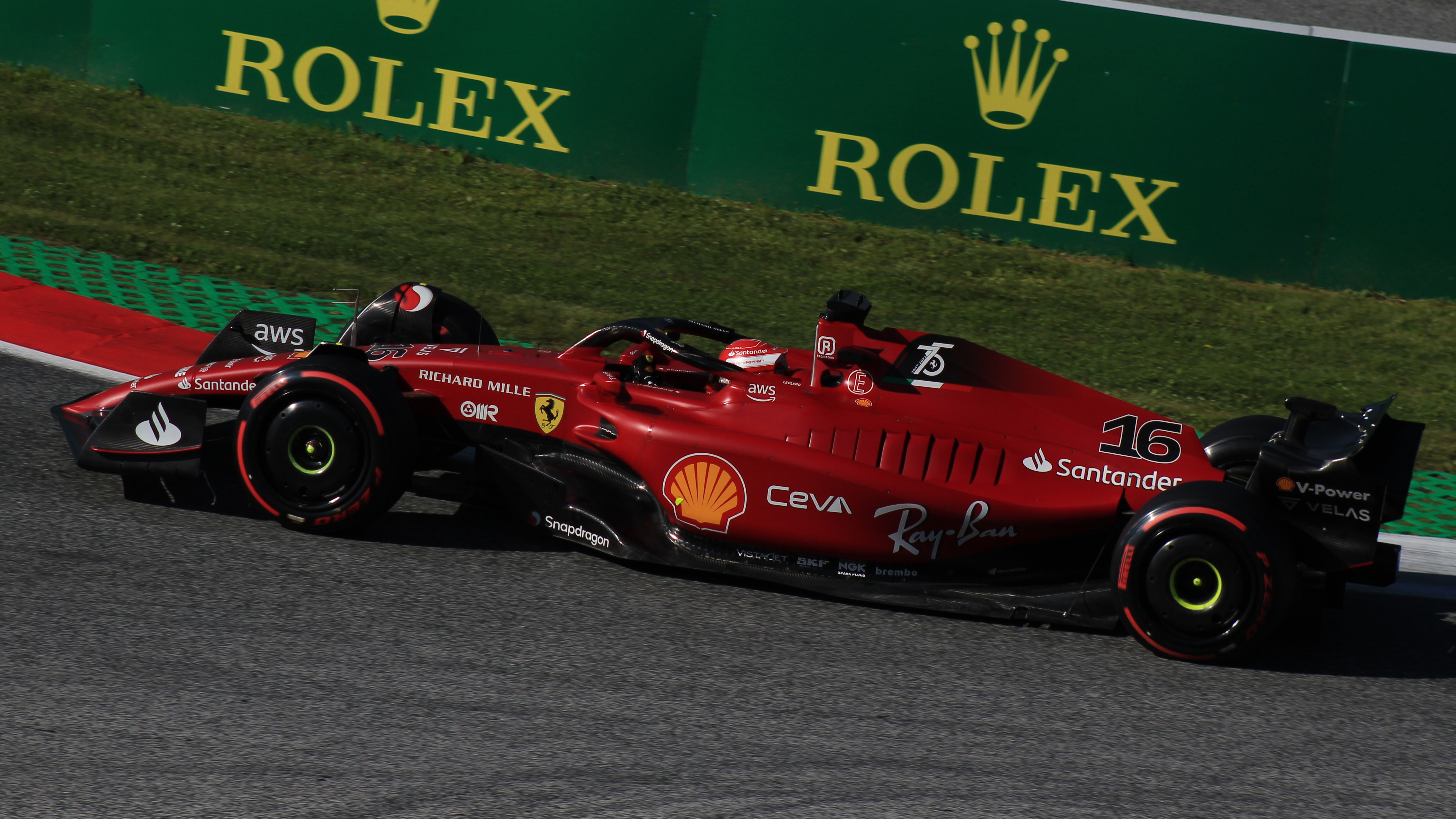
Leclerc em sua Ferrari F1-75 a caminho da vitória no Red Bull Ring, durante o Grande Prêmio da Áustria de 2022.

Leclerc venceu 6 dos 37 Grandes Prêmios em que participou. O Grande Prêmio do 70.º Aniversário, Grande Prêmio de Abu Dhabi, Grande Prêmio do Azerbaijão, Grande Prêmio do Brasil, Grande Prêmio da Grã-Bretanha, Grande Prêmio do Canadá, Grande Prêmio da China, Grande Prêmio de Eifel, Grande Prêmio da Emília-Romanha, Grande Prêmio da França, Grande Prêmio da Alemanha, Grande Prêmio da Hungria, Grande Prêmio do Japão, Grande Prêmio de Las Vegas, Grande Prêmio da Malásia, Grande Prêmio do México, Grande Prêmio da Cidade do México, Grande Prêmio de Miami, Grande Prêmio dos Países Baixos, Grande Prêmio de Portugal, Grande Prêmio do Catar, Grande Prêmio da Rússia, Grande Prêmio de Sakhir, Grande Prêmio da Arábia Saudita, Grande Prêmio de Singapura, Grande Prêmio da Espanha, Grande Prêmio da Estíria, Grande Prêmio de São Paulo, Grande Prêmio da Turquia, Grande Prêmio da Toscana e o Grande Prêmio dos Estados Unidos são os eventos em que ele participou e não venceu.
| N.º | Grande Prêmio              | Anos vencidos | Vitórias |
| --- | -------------------------- | ------------- | -------- |
| 1   | Grande Prêmio da Itália    | 2019, 2024    | 2        |
| 2   | Grande Prêmio da Bélgica   | 2019          | 1        |
| 3   | Grande Prêmio do Barém     | 2022          | 1        |
| 4   | Grande Prêmio da Austrália | 2022          | 1        |
| 5   | Grande Prêmio da Áustria   | 2022          | 1        |
| 6   | Grande Prêmio de Mônaco    | 2024          | 1        |

### Número de vitórias em diferentes circuitos
Leclerc venceu 6 dos 32 Grandes Prêmios em que participou. Circuito das Américas, Circuito Urbano de Bacu, Circuito de Barcelona-Catalunha, Hockenheimring, Hungaroring, Autódromo Enzo e Dino Ferrari, Autódromo José Carlos Pace, Istanbul Park, Circuito da Corniche de Gidá, Circuito Internacional de Sepang, Circuito Urbano de Las Vegas, Circuito de Paul Ricard, Circuito Internacional de Lusail, Autódromo Hermanos Rodríguez, Autódromo Internacional de Miami, Circuito Gilles Villeneuve, Circuito de Mugello, Nürburgring, Autódromo Internacional do Algarve, Circuito Internacional de Xangai, Circuito de Silverstone, Circuito Urbano de Marina Bay, Autódromo de Sóchi, Circuito de Suzuka, Circuito de Yas Marina e o Circuito de Zandvoort são os circuitos que ele pilotou e não venceu.
| N.º | Circuito                        | Anos vencidos | Vitórias |
| --- | ------------------------------- | ------------- | -------- |
| 1   | Autódromo Nacional de Monza     | 2019, 2024    | 2        |
| 2   | Circuito de Spa-Francorchamps   | 2019          | 1        |
| 3   | Circuito Internacional do Barém | 2022          | 1        |
| 4   | Circuito de Albert Park         | 2022          | 1        |
| 5   | Red Bull Ring                   | 2022          | 1        |
| 6   | Circuito de Mônaco              | 2024          | 1        |